# Котора зеленощокий
Котора зеленощокий (Pyrrhura molinae) — вид папугоподібних птахів родини папугових (Psittacidae). Мешкає в Південній Америці. Часто утримується в домашніх умовах.

## Опис
Довжина птаха становить 26 см, вага 60-80 г. Забарвлення переважно зелене. Верхня частина голови коричнева, чорнувата або сіра, навколо очей білі кільця, щоки зелені. Першорядні махові пера сині, на задній частині поодинокі сині пера, які можуть формувати "напівкомір". Груди поцятковані короткими поперечними сірими смугами, живіт червоний. Хвіст темно-бордовий. Виду не притаманний статевий диморфізм. Представники різних підвидів дещо різняться за забарвленням. Також серед утримуваних в неволі птахів існують декілька спеціально виведених кольорових морф.

## Підвиди
Виділяють шість підвидів:

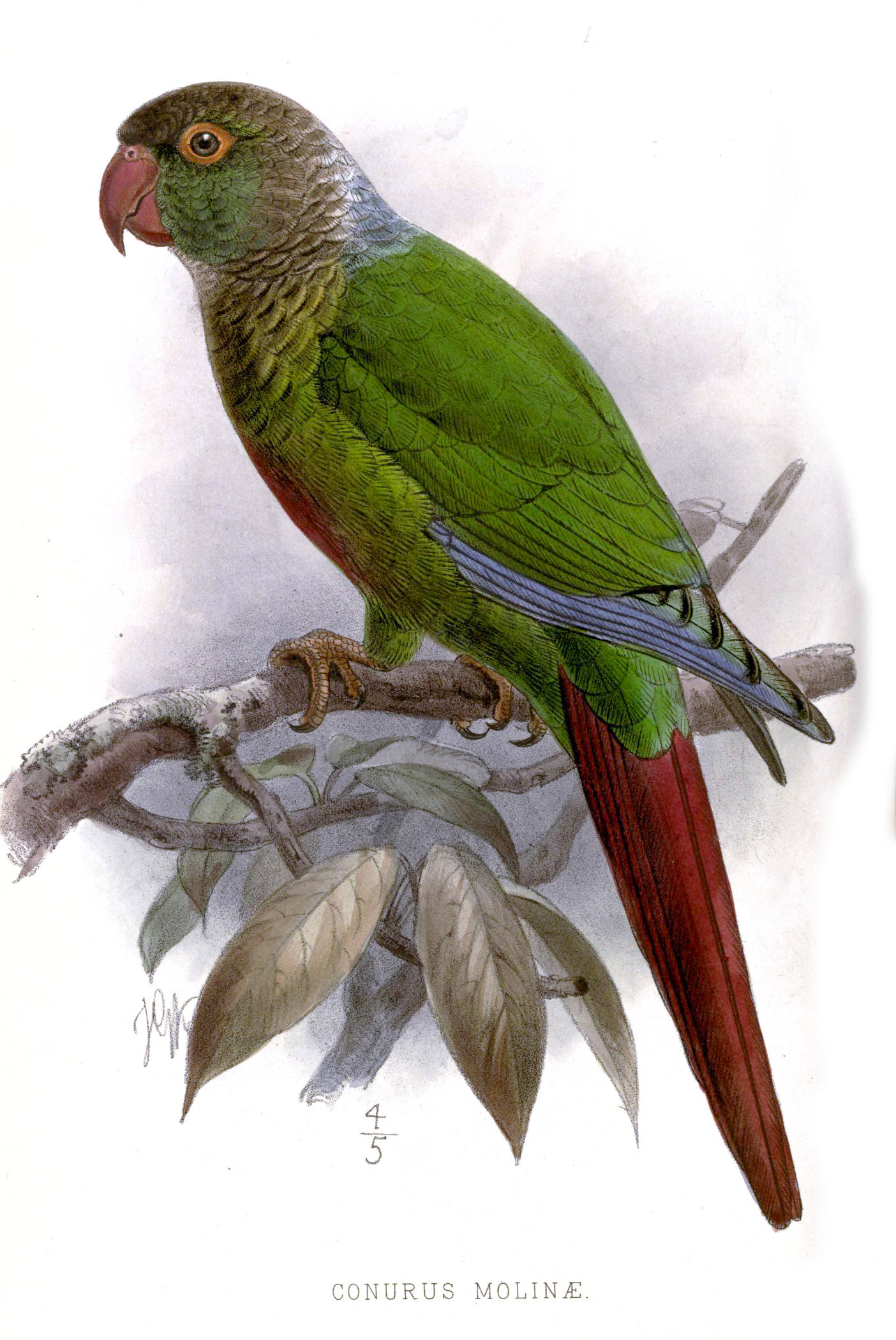
Зеленощокий котора

- P. m. flavoptera Maijer, Herzog, Kessler, Friggens & Fjeldså, 1998 — захід центральної Болівії (гори на південному сході Ла-Пасу та на північному заході Кочабамби);
- P. m. molinae (Massena & Souancé, 1854) — високогір'я Болівійських Анд;
- P. m. phoenicura (Schlegel, 1864) — північно-східна Болівія (північно-східний Санта-Крус) і захід Бразилії (південний захід Мату-Гросу);
- P. m. hypoxantha Salvadori, 1899 — крайній схід Болівії, південний захід Бразилії (захід Мату-Гросу-ду-Сул), північ Парагваю;
- P. m. restricta Todd, 1947 — рівнини східної Болівії (центральний Санта-Крус);
- P. m. australis Todd, 1915 — високогір'я на півдні Болівії (Тариха) та на північному заході Аргентини (на південь до Тукумана).

## Поширення і екологія
Зеленощокі котори мешкають в Болівії, Бразилії, Аргентині і Парагваї. Вони живуть в сухих тропічних лісах і галерейних лісах Пантаналу, у вологих гірських тропічних лісах, на узліссях і галявинах, в рідколіссях. Зустрічаються зграями, на висоті до 2600 м над рівнем моряю Живлятьс насіням, плодами, квітами і нектаром. ГНніздяться в дуплах дерев, в кладці від 3 до 6 яєць. Інкубаційний період триває 22-24 дні, пташенята покидають гніздо через 7 тижнів після вилуплення.